# 贝凯什沙姆雄
贝凯什沙姆雄，是匈牙利贝凯什州所辖的一个村。总面积71.21平方公里，总人口2371，人口密度33.3人/平方公里（2011年1月1日）。